# Szalwa Maghlakelidze
Szalwa Maghlakelidze, gruz. შალვა მაღლაკელიძე (ur. 1893, zm. 1976 w Rustawi w ZSRR) – gruziński emigracyjny działacz narodowy, publicysta i wojskowy (generał), współzałożyciel i przewodniczący organizacji politycznej Tetri Giorgi, działacz Unii Gruzińskich Tradycjonalistów i Gruzińskiego Komitetu Narodowego podczas II wojny światowej.

## Życiorys
Studiował prawo na Uniwersytecie w Berlinie, po czym zrobił obronił pracę doktorską. Od 1918 r. był wysokim urzędnikiem państwowym w Demokratycznej Republice Gruzji. W latach 1919–1920 pełnił funkcję gubernatora generalnego Tyflisu. Po zajęciu kraju przez Sowietów pod koniec lutego 1921 r., udał się na emigrację do Niemiec. W 1925 r. był jednym z założycieli narodowej organizacji politycznej Tetri Giorgi, której celem było wyzwolenie Gruzji spod władzy sowieckiej. W styczniu 1929 r. współzakładał w Rydze kaukaskie Towarzystwo „Iveria”, do którego wkrótce przystąpili armeńscy działacze emigracyjni, co doprowadziło do przemianowania go w czerwcu lub lipcu na Towarzystwo Kaukaskie. Jednym z jego głównych celów było wspieranie kaukaskich emigrantów pozbawionych środków do życia. W listopadzie 1933 r. – po wewnętrznych sporach – Sz. Maghlakelidze współtworzył Towarzystwo Gruzińskie. Odpowiadał m.in. za kontakty z emigracyjnymi środowiskami gruzińskimi w Paryżu. Podczas II wojny światowej podjął kolaborację z Niemcami. W 1942 r. w Berlinie uczestniczył w powołaniu Unii Gruzińskich Tradycjonalistów i Gruzińskiego Komitetu Narodowego. Jednocześnie wstąpił ochotniczo do Wehrmachtu, po czym w stopniu pułkownika od początku 1942 r. służył w Legionie Gruzińskim jako najstarszy stopniem oficer gruziński. Ustanowił Order Królowej Tamar jako najwyższe odznaczenie wojskowe dla żołnierzy Legionu. W 1944 r. został awansowany do stopnia generała brygady. Po kapitulacji Niemiec 8/9 maja 1945 r. zamieszkał w zachodniej części kraju. W latach 1949–1954 był wojskowym doradcą prezydenta RFN Konrada Adenauera. W styczniu 1954 r. założył w Monachium organizację kombatancką pod nazwą Zjednoczenie Gruzińskich Żołnierzy na Uchodźstwie. W sierpniu tego roku został porwany przez agentów KGB i wywieziony do ZSRR. Resztę swojego życia spędził w gruzińskim mieście Rustawi.

## Odznaczenia
- Krzyż Żelazny I klasy[2]
- Krzyż Żelazny II klasy[2]
- Srebrny Medal Narodów Wschodnich II klasy[2]
- Brązowa Odznaka Pancerna[2]
- Krzyż Zasługi Wojennej II klasy z mieczami[2]